# Ethniki Odos 31
Die Ethniki Odos 31 (griechisch Εθνική Οδός 31 ‚Nationalstraße 31‘) ist eine Straßenverbindung auf der Halbinsel Peloponnes in Griechenland.

## Verlauf
Die Straße zweigt südöstlich von der am Golf von Korinth gelegenen Stadt Egio (Αίγιο) auf der Halbinsel Peloponnes von der Straße Ethniki Odos 8 ab, kreuzt die Autobahn Aftokinitodromos 8 und führt an Achladia vorbei über Pyrgaki nach Pteri (Πτέρη). Von dort führt sie nach Petsaki und durch Drosato über die Einmündung der von Chalandritsa kommenden Straße und weiter nach Osten nach Kalavryta (Καλάβρυτα), wo sie auf die von Diakopto an der Küste kommende kurvenreiche Landstraße trifft und am Bahnhof endet.